# Königstein (Oberpfalz)
Königstein település Németországban, azon belül Bajorországban. Lakosainak száma 1716 fő (2023. december 31.).

## Népesség
A település népessége az elmúlt években az alábbi módon változott:
| Lakosok száma | 716  | 877  | 1662 | 1561 | 1743 | 1687 | 1685 | 1719 | 1740 | 1716 |
|               | 1875 | 1950 | 1975 | 1987 | 2012 | 2014 | 2016 | 2017 | 2021 | 2023 |

## Településrészei
Königsteinnek 19 településrésze van:
| - Bischofsreuth - Breitenstein - Döttenreuth - Fichtenhof - Funkenreuth - Gaißach - Hannesreuth | - Königstein - Kürmreuth - Loch - Lunkenreuth - Mitteldorf - Mönlas - Namsreuth | - Pruihausen - Röslas - Wildenhof - Windmühle - Ziegelhütte |